# 西川ゆい
西川 ゆい（にしかわ ゆい、1994年10月10日 - ）は、日本の元AV女優。

## 略歴・人物
北海道旭川市出身。旭川商業高校卒業。
2013年5月、アダルトビデオメーカー・MOODYZの専属女優としてAVデビュー。所属事務所はディクレア（Declare Promotion）。
2015年8月をもって専属を離れ、以降は多数のメーカー作品に出演。
趣味と特技はホットヨガ、ショッピング、旅行。
2017年1月21日の公式ブログで引退したことを発表。

## 不祥事
無修正アダルトビデオを撮影・公開したとして、出演者の西川や所属事務所社長などを含む5名が「わいせつ電磁的記録等送信頒布幇助」の容疑で2017年3月2日までに警視庁に逮捕された。

## 出演作品

### アダルトDVD
2013年
- 現役女子大生!! ゆるかわインテリ18歳 AVデビュー!!（5月13日、MOODYZ）
- はじめてイッちゃった!（6月13日、MOODYZ）
- 恥ずかしい失禁と潮吹き（7月13日、MOODYZ）
- Dcup超絶品ソープ嬢（8月13日、MOODYZ）
- 現役女子大生 押しに弱い家庭教師（9月13日、MOODYZ）
- 舌と唇で感じあう濃密ベロキスづくし（10月13日、MOODYZ）
- 1日10回射精しても止まらないオーガズムSEX（11月13日、MOODYZ）
- すっごい量の一発顔射（12月13日、MOODYZ）

2014年
- 南の島で開放SEX（1月13日、MOODYZ）
- 西川ゆいのご奉仕メイド（2月13日、MOODYZ）
- 早漏 童貞 包茎 男のコンプレックス解消レッスン（3月13日、MOODYZ）
- キャリアOL痴漢 〜下請け作業員達の罠〜（4月13日、MOODYZ）
- 西川ゆいがあなたのお嫁さん（5月13日、MOODYZ）
- 超絶品回春マッサージへようこそ（6月13日、MOODYZ）
- 同時にイクまで昇り詰めるSEX（7月13日、MOODYZ）
- パンチラ誘惑お姉さん（8月13日、MOODYZ）
- 初めてのゆいにゃんベスト 8時間（9月1日、MOODYZ）※総集編
- 快感でおかしくなるまで続く痙攣性交と絶頂潮（9月13日、MOODYZ）
- フェラチオご奉仕 おしゃぶりカフェ（10月13日、MOODYZ）
- むっちりヤリマンOL（11月13日、MOODYZ）
- 女子大生監禁レ×プ（12月13日、MOODYZ）

2015年
- 今日、あなたの上司に犯されました。（1月13日、MOODYZ）
- 西川ゆいの極上風俗フルコース 8（2月13日、MOODYZ）
- 私がイキそうになると毎度ピストンが止まります。（3月13日、MOODYZ）
- 超美少女拘束デリヘル（4月13日、MOODYZ）
- 限界羞恥コスプレ撮影会（5月13日、MOODYZ）
- はじめての1泊2日、美少女貸切温泉旅行（6月13日、MOODYZ）
- 夫以外のチ○ポに我を失った人妻（7月13日、MOODYZ）
- イジメられっ子当番（8月13日、MOODYZ）
- 尽きない快楽に理性は崩壊。（9月19日、TEPPAN）
- 「そこの巨乳お姉さん!童貞くんの射精のお手伝いをしてくれませんか?」 自慢のおっぱいでパイズリ射精!してもらうつもりが優し過ぎて童貞喪失筆おろしセックス!までしてくれました。 Vol.6（9月25日、ナンパJAPAN）
- 10発中出しするまで勃起させちゃうお姉様SEXテクニック（10月1日、ワンズファクトリー）
- DIGITAL CHANNEL DC 133 人生初ハメ撮り!初の大量ぶっかけ解禁!（10月1日、アイデアポケット）
- 隣家の嫁（10月7日、マドンナ）
- 人間廃業 催眠&トランス（10月9日、アリスJAPAN）
- セクハラを誘発するデカ尻OL（10月25日、kawaii*）
- 痴女教師のこってり誘惑中出し（10月25日、美）
- 本能剥き出し生中出しセックス（10月25日、ダスッ!）
- ランジェリーナ Vol.29（11月1日、ワンズファクトリー）※「ゆい」名義
- こすりつけオナニーを見られた上司の妻が発情を抑えきれず部下を押し倒して即ノリ（11月12日、ナチュラルハイ）
- 西川ゆいがあなたの妹。 ご奉仕好きな可愛い妹と中出しSEX!（11月13日、無垢）
- 渋谷でガチ交渉!! 即ハメ素人娘!!（11月13日、S級素人）
- 西川ゆいの女体液（11月19日、グローリークエスト）
- 真正中出し解禁（11月25日、本中）
- ナンパJAPANの本気! プレミア素人ハンティング Vol.2（11月25日、ナンパJAPAN） ※匿名素人として出演
- 姉へのしつけ 〜弟のいいなり奴隷になるまでの5日間〜 女子大生 ゆい 21歳（11月26日、SODクリエイト）※「ゆい」名義
- 生中出し若妻ナンパ! 13（12月11日、S級素人）
- 焦らして焦らして契約をとる寸止め性保レディ 4（12月11日、BAZOOKA）
- 素人ナンパ持ち帰り!盗撮SEX横流し映像 12（12月11日、ナンパHEAVEN）
- だいしゅきホールド（12月25日、ダスッ!）
- 中出しオマ●コを超アップで魅せつける世界 くっぱぁ〜ドロドロドロ〜（12月25日、本中）

2016年
- TEPPAN未収録 滑らかで激しい極上手こき（1月1日、TEPPAN）
- 夫の目の前で犯されて－ －義弟の凶棒－（1月7日、アタッカーズ）
- 浴室で嫌がる実姉に無理やり膣内射精をする弟の記録映像（1月8日、TMA）
- ゆいにゃんコンプリート 16時間（2月1日、MOODYZ） ※総集編
- 清純美少女のエッチな日常（2月1日、S-Cute）
- 新任人妻 女教師苛め 〜恥辱の放課後輪姦実習〜（2月7日、マドンナ）
- 今夜はお姉さんとボク二人きり…（2月7日、プレミアム）
- 潜入捜査官（2月12日、million）
- 現役女子大生ナマ中出しライフ 4（2月12日、S級素人）
- べろジュル全身リップソープランド（2月25日、痴女ヘブン）
- 西川ゆいの凄テクを我慢できれば生★中出しSEX!（3月1日、ワンズファクトリー）
- 夫の連れ子が鬼畜でした…（3月13日、溜池ゴロー）
- 自画撮り愛液べっちょりオマ○コに激しく指をズボズボ!! 大開脚エロポーズで痙攣イキ激情オナニー（3月15日、プリモ）
- 生意気は女子校生（4月1日、ワンズファクトリー）※「ゆい」名義
- 舞ワイフ No.623 若林未来 25歳（4月6日、CELEB CLUB）※「若林未来」名義
- 被虐の家庭教師 12（4月7日、アタッカーズ）
- 応募S級巨乳人妻 2（4月8日、S級素人）
- 生中出しコギャル4時間 FIVE GALS COLLECTION Vol.6（4月8日、BAZOOKA）
- 人妻性奴隷（4月8日、オルガ）
- ガチ自宅で裸族でド変態覚醒（5月6日、h.m.p）
- お尻大好きしょう太くんのHなイタズラ（5月19日、グローリークエスト）
- 貴方だけを大好きな西川ゆいが、イチャイチャしながらエッチなおもてなしをしてくれた上に、我慢できなくなって本当はやったらダメなガチ生子作りSEXをしてくれた!（6月13日、RedCat）
- 人妻の浮気心　西川ゆい（7月19日、エマニエル）
- Steel Hold vol.4（8月1日、TEPPAN）
- 募集ちゃんTV×PRESTIGE SELECTION 04（8月12日、プレステージ）
- 純粋無垢な美少女の完全未公開 撮り卸フェラチオ 20連発4時間（8月13日、無垢）
- 好きだから濡れちゃう。ハニカミ美少女のドキドキ愛情SEX（8月13日、S-Cute）
- 湯けむり温泉で開放的になった美女がハマる！ 回春オイルマッサージ 2（8月19日、マッサGoGo!!）
- ナンパTV×PRESTIGE 巨乳SPECIAL 01（9月2日、プレステージ）
- 籠城 Episode:06（9月7日、アタッカーズ）
- 完全撮り下ろし 鉄板女優さんの好きなように手コキして下さい。（9月19日、TEPPAN）
- 3日間滞在して、寝食を共にする超高級美女ソープ（9月22日、アイエナジー）
- ゲスの極み映像 39人目（10月28日、フルセイル）
- 快楽を求めて貪り合う、コスプレ巨乳美女の濃厚SEX（10月28日、ZIZ）
- 皆のねとられ投稿話を再現します 派遣社員の事務員妻がスケベな正社員様に寝盗られました（12月13日、JET映像）

2017年
- 自画撮り! マン汁ぴちゃぴちゃ大開脚! 指ズボオナニー（2月7日、グローリークエスト）

### イメージDVD
2016年
- 西川ゆいはオレのカノジョ。（4月25日、GARDEN）
- ヘアーヌード 〜無修正・インテリ美少女・現役女子大生〜（7月26日、スパークビジョン）

## WEB配信グラビア
- Graphis 初脱ぎ娘! No.125 西川ゆい Yui Nishikawa（2013年8月19日、グラフィス）
- Graphis Limited Edition 西川ゆい Yui Nishikawa（2013年10月25日、グラフィス）